# Российский (Ростовская область)
Росси́йский — посёлок в Аксайском районе Ростовской области, входит в Большелогское сельское поселение.

## География
Расположен в 4 км (по дорогам) севернее районного центра — города Аксай.
Расстояние до административного центра поселения составляет 7,5 километров.

## История
Образован в 1999 г.

## Население
| 2002 | 2010 |
| ---- | ---- |
| 380  | ↗491 |

Численность населения по состоянию на 2017 год составляет 723 человека.

## Инфраструктура
На территории посёлка Российский работает предприятие ОАО «Аксайская Нива». Территория посёлка полностью газифицирована.
На территории посёлка есть один дом культуры и одна библиотека. Работает несколько промышленных предприятий, которые занимаются производством кирпича, пластмассовых изделий и подъёмом и выравниванием зданий.

## Достопримечательность
Вблизи посёлка «Российский» расположено несколько объектов, которые признаны памятниками археологии. Их охранный статус установлен согласно Решению Малого Совета облсовета № 301 от 18 ноября 1992 года.
- Курганный могильник «Российский — 1» — памятник археологии, территория которого расположена на 1,5 километров западнее поселка Российский[7].
- Курганный могильник «Российский — 2» — археологический памятник, располагается на 1,2 километра западнее посёлка Российский[8].
- Курганный могильник «Российский — 3» — памятник археологии, находится на восточной окраине посёлка «Российский»[9].
- Курганный могильник «Садовый-2» — памятник археологии, находится на 1 километр юго-западнее посёлка «Российский», северная территория города «Аксай»[10].